# Ekboarmia pallidior
Ekboarmia pallidior är en fjärilsart som beskrevs av Lucas 1956. Ekboarmia pallidior ingår i släktet Ekboarmia och familjen mätare. Inga underarter finns listade i Catalogue of Life.